# La vida privada de una doctora
La vida privada de una doctora, título original en francés Docteur Françoise Gailland, es el nombre de una película francesa de 1977 dirigida por Jean-Louis Bertuccelli. Esta estuvo protagonizada por Annie Girardot y Jean-Pierre Cassel.

## Sinopsis
La Dra. Françoise Gailland trabaja constantemente y no tiene tiempo para pasar con su familia en su hogar. Ellos son; su esposo Gerard, su hija que pronto dará a luz, Elizabeth y su molesto hijo, Julien. Después del abandono de su esposo, ella decide encontrar tiempo con Daniel, su amante. Mientras que su vida comienza a ser un desorden, las cosas empeoran cuando ella se entera de que tiene cáncer. 

## Reparto
- Annie Girardot - Françoise Gailland
- Jean-Pierre Cassel - Daniel Letessier
- François Périer - Gérard Gailland
- Isabelle Huppert - Élisabeth Gailland
- William Coryn - Julien Gailland
- Suzanne Flon - Geneviève Liénard
- Anouk Ferjac - Fabienne Cristelle
- Michel Subor - Régis Cabret
- Josephine Chaplin - Hélène Varèse
- André Falcon - Jean Rimevale
- Jacqueline Doyen - Raymonde
- Margo Lion - Mammy - la mama de Françoise
- Jacques Richard - Doctor Lesoux
- Andrée Damant

## Premios y nominaciones
- Premios Cesar 1977
- Mejor actriz; Annie Girardot (ganadora)
- Mejor fotografía; Claude Renoir (Nominada)